# Cheile Butești
Cheile Butești, cunoscute și sub denumirea Defileul sau Reciful Butești, sunt un monument al naturii de tip geologic sau paleontologic în raionul Glodeni, Republica Moldova. Aria protejată este amplasată la sud-est de satul Butești. Ocupă o suprafață de 110 ha, sau 96 ha conform unor măsurări mai recente. Obiectul este administrat de Primăria comunei Camenca (24,15 ha) și Primăria satului Butești (32,27 ha).

## Istorie
Primele informații în literatura de specialitate au fost furnizate de geologul Theodor Văscăuțanu în 1925. În perioada sovietică, stâncile au fost studiate de Alexandru Ianekeivici, care a editat în 1987 o broșură (monografie) despre compoziția calcaroasă a recifului.

## Descriere

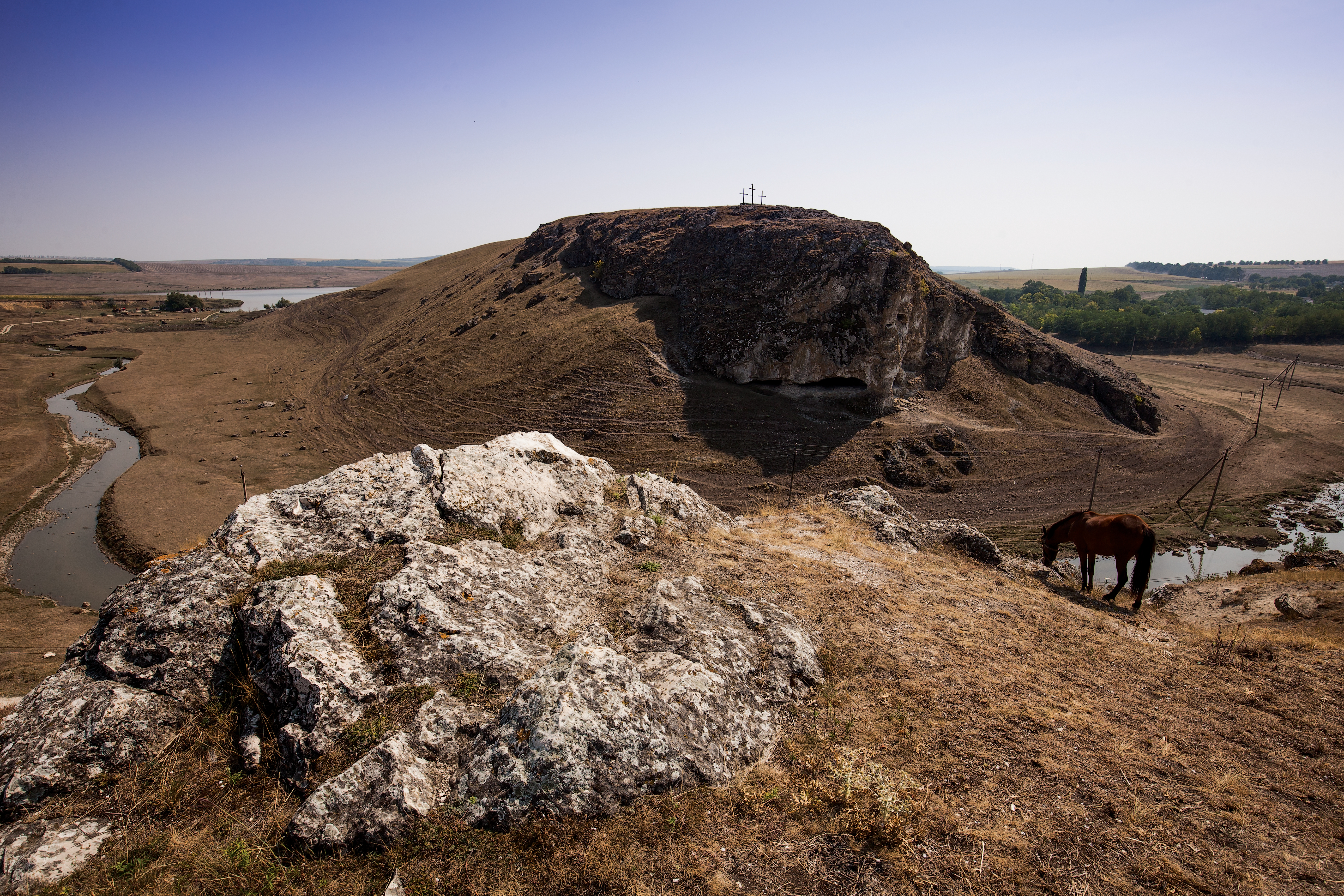
Imagine de ansamblu

Cheile se consideră unele din cele mai largi din bazinul Prutului de Mijloc. Au fost săpate de râul Camenca în reciful organogen sub formă de canion cu lungimea de cca 1,8 km sau peste 2 km, lățimea între 50 și 125 m și înălțimea de 40-50 m. Reciful este înconjurat din trei părți de râul Camenca și afluentul acestuia, Camencuța.
Formațiunile geologice, asemeni altor recife calcaroase din nord-vestul Republicii Moldova, s-au format în două etape, 15-20 milioane de ani în urmă.. În prima etapă, calcarele de bază s-au format în apele Mării Badeniene, preponderent din corali, foraminifere, briozoare, alge albastre-verzui și cochilii ale diferitor moluște. În cea de-a doua etapă, calcarele de vârstă volhiniană s-au format mai mult din briozoare, foraminifere și alge albastre-verzui în apele calde ale Mării Sarmatice și Mării Tortoniene. În recif au mai fost descoperite schelete ale ostracodelor, crabilor, aricilor, mușchilor, litotamniilor, mai rar imprimări ale scheletelor de pești, ale unor părți de foci, delfini și alte animale.
Pe recif s-au păstrat urme ale unei cetăți din neolitic, apărată de maluri abrupte și de un val de pământ.

### Peșteri și grote
În pereții recifului Butești se află o peșteră și câteva grote nestudiate. Peștera se află la extremitatea de nord a recifului, la poalele celei mai înalte stânci a recifului (peretele dinspre satul Butești), adâncită în corpul stâncii la aprox. 9 m. În ea, după niște investigații preventive, au fost găsite urmele unei culturi arheologice vechi, atribuite neoliticului sau, după alte surse, paleoliticului și mezoliticului. În sedimentele ei, la adâncimi de peste 5 metri, s-au găsite rămășițe pietrificate ale animalelor și instrumente de lucru din piatră. Peștera este împărțită în câteva încăperi și are mai multe intrări și ieșiri. Este una dintre cele mai cunoscute atracții turistice ale raionului.
Pe suprafața defileului format de râulețul Camencuța (afluent al Camencii), în versantul de dreapta al acestuia a fost descoperită încă o peșteră, în urma unei explozii în timpul extragerii pietrei. Explozia a scos la suprafață o cantitate mare de oase fosilizate, printre care fragmente de cranii, mandibule, dinți solitari, membre și alte piese scheletice, în total cca 3.000 de reminiscențe. Osemintele aparțin unor mamifere mari, precum ursul-de-peșteră, hiena-de-peșteră, bizonul, cerbul-gigantic, cerbul-nobil, marmotele etc. La fel, au fost descoperite vestigii arheologice, precum vârfuri de săgeți, răzuitoare și alte obiecte din silex, străpungătoare și sule de os, mânere din coarne de cerb etc. Acestea provin de la un trib de vânători preistorici neandertalieni, purtători ai culturii Mustie, care au locuit aici cca 70-80 mii de ani în urmă.

## Statut de protecție

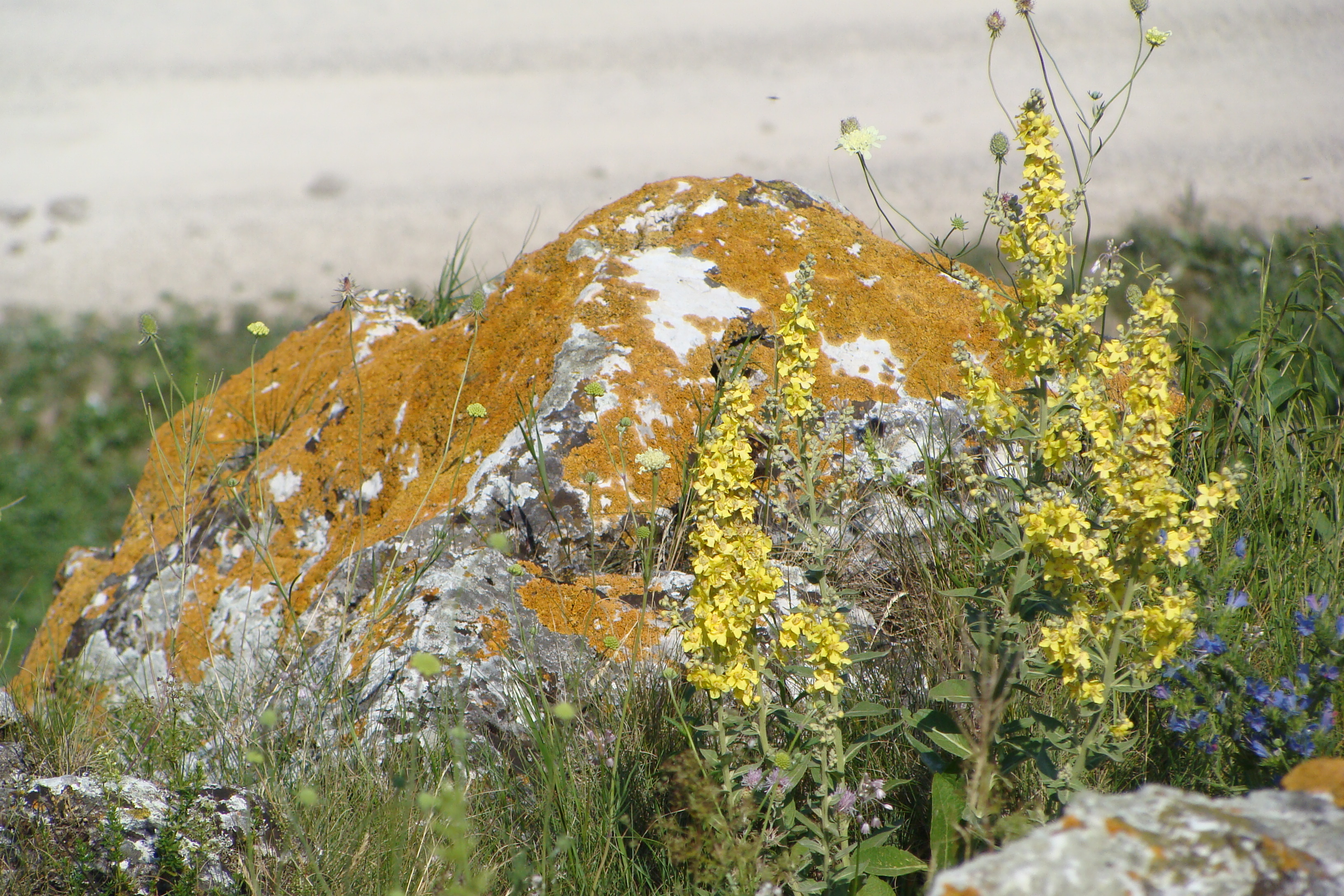
Vegetația recifului

Obiectivul a fost luat sub protecția statului prin Hotărîrea Sovietului de Miniștri al RSSM din 13 martie 1962 nr. 111, iar statutul de protecție a fost reconfirmat prin Hotărîrea Sovietului de Miniștri al RSSM din 8 ianuarie 1975 nr. 5 și Legea nr. 1538 din 25 februarie 1998 privind fondul ariilor naturale protejate de stat. Deținătorul funciar al monumentului natural era, la momentul publicării Legii din 1998, Primăria satului Camenca, dar între timp acesta a trecut la balanța Primăriei comunei Camenca (24,15 ha) și Primăriei satului Butești (32,27 ha).
Reciful este un monument geologo-paleontologo-arheologic de o deosebită importanță științifică, instructivă și cognitivă. Are valoare ecoturistică ridicată. Este valoros și din punct de vedere floristic, aici fiind atestate peste 120 de specii de plante, dintre care unele sunt specii foarte rare incluse în Cartea Roșie a Republicii Moldova.
Cheile Buteștiului sunt primele formațiuni geologice salvate de la distrugerea cauzată de extragerea pietrei din cariere, datorită intervenției, în 1984, a Mișcării Ecologiste din Moldova (MEM).
Conform situației din anul 2016, aria naturală nu avea instalat un panou informativ.

## Rolul în cultură

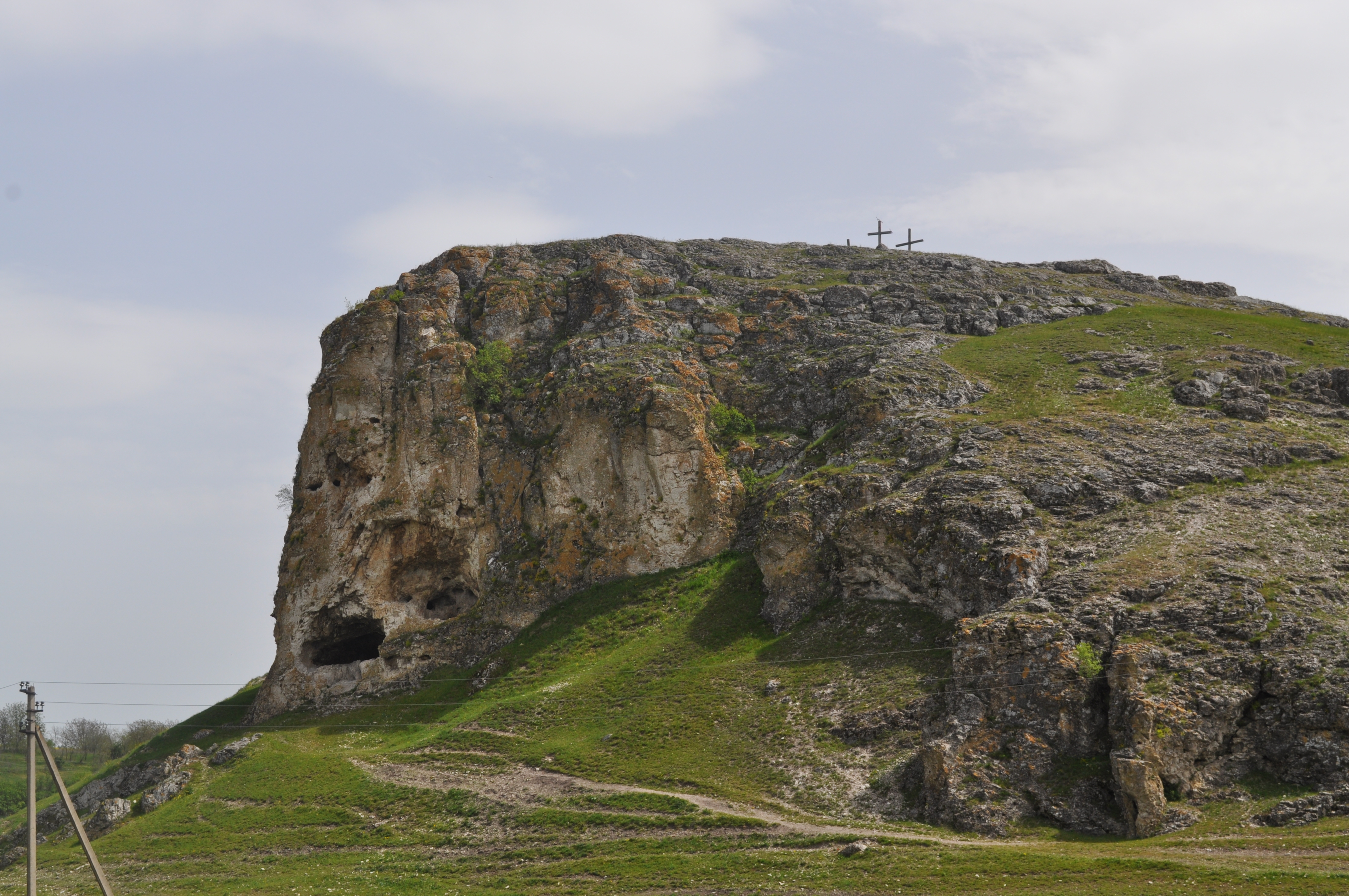
Stânca în formă de cap de elefant

Conform unor legende populare, în stâncă a fost găsită o ladă cu aur turcesc. Alte legende spun că Cheile Butești au jucat un rol important într-o bătălie dusă de Ștefan cel Mare.
Cea mai mare și mai abruptă stâncă a defileului se aseamănă cu un elefant privit din profil. Localnicii numesc stânca „vârful Țiglăului”; pe ea au fost instalate trei cruci.
În ziua solstițiului de vară, 22 iunie, se organiza anual „Sărbătoarea Muzicii și a Naturii” la poalele stâncii, în preajma grotei.
În 2012, Poșta Moldovei a emis un timbru cu valoarea nominală de 1,20 lei care reprezintă o vedere generală a rezervației.

## Galerie de imagini

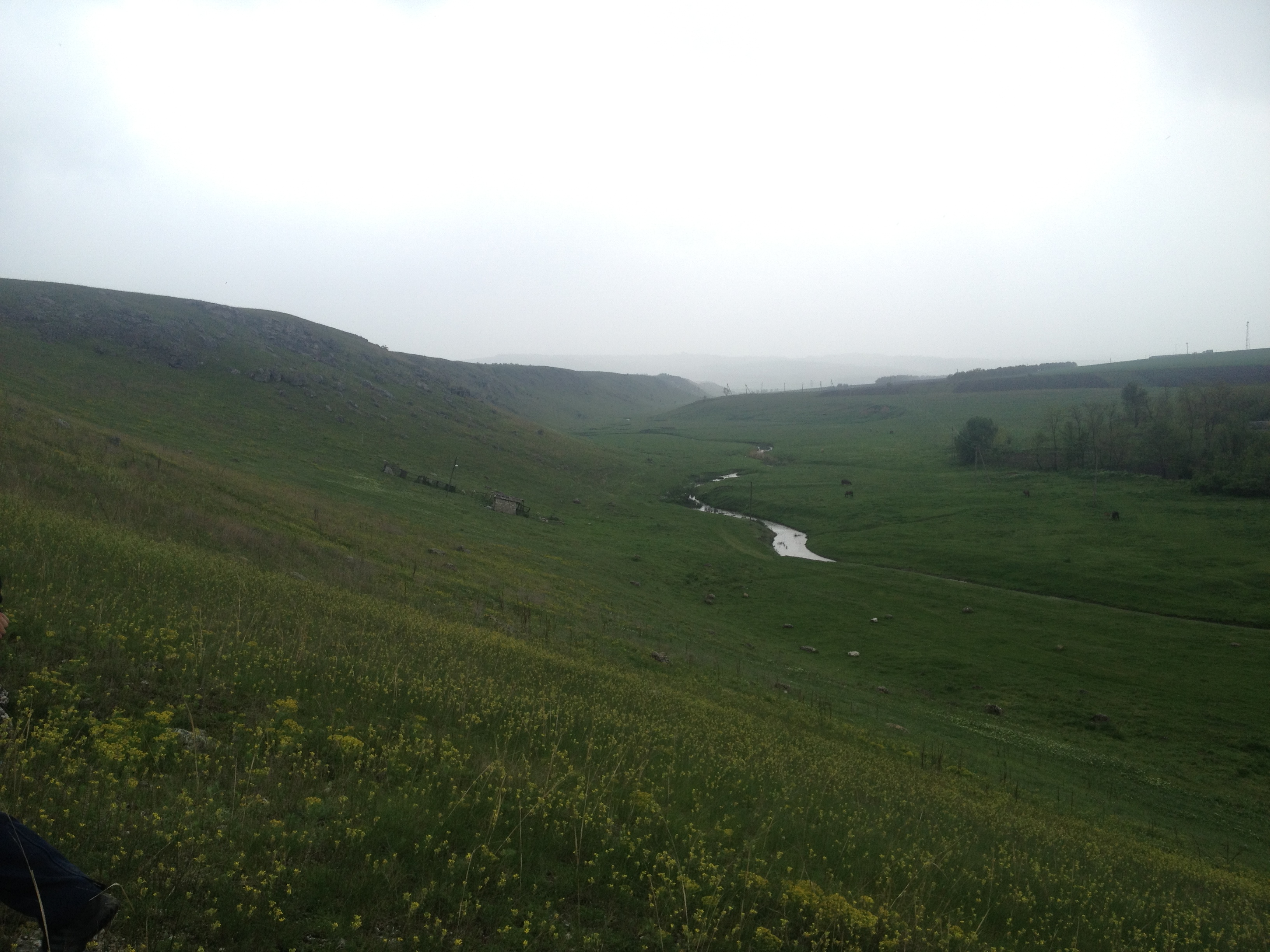
O latură a recifului, de-a lungul râului Camenca
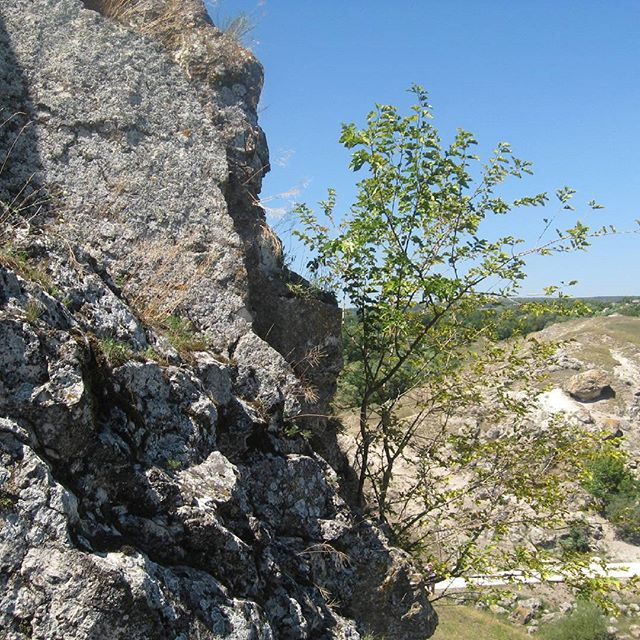
Prim-plan cu vegetație de stâncă
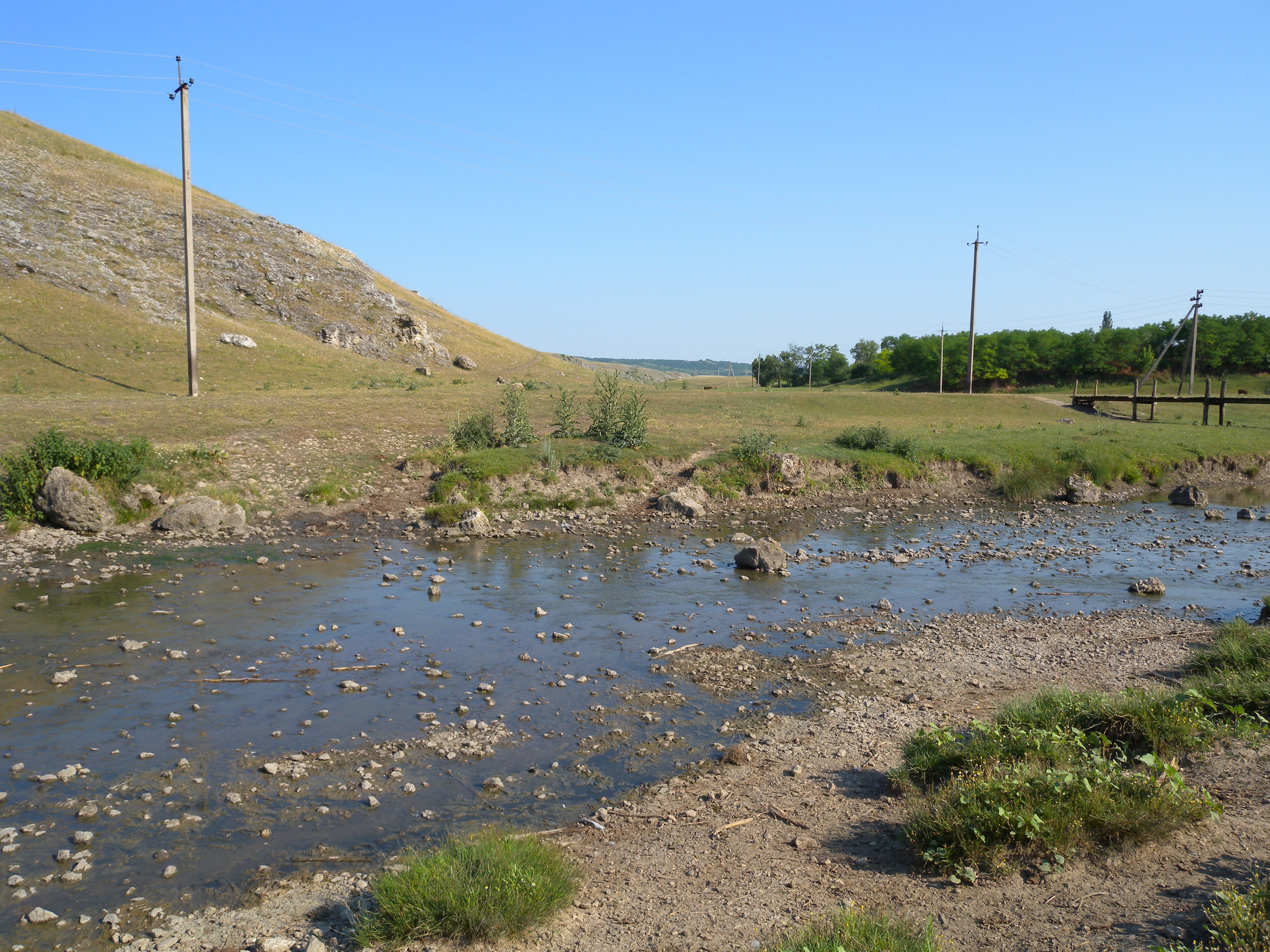
Râul Camenca în preajma Cheilor
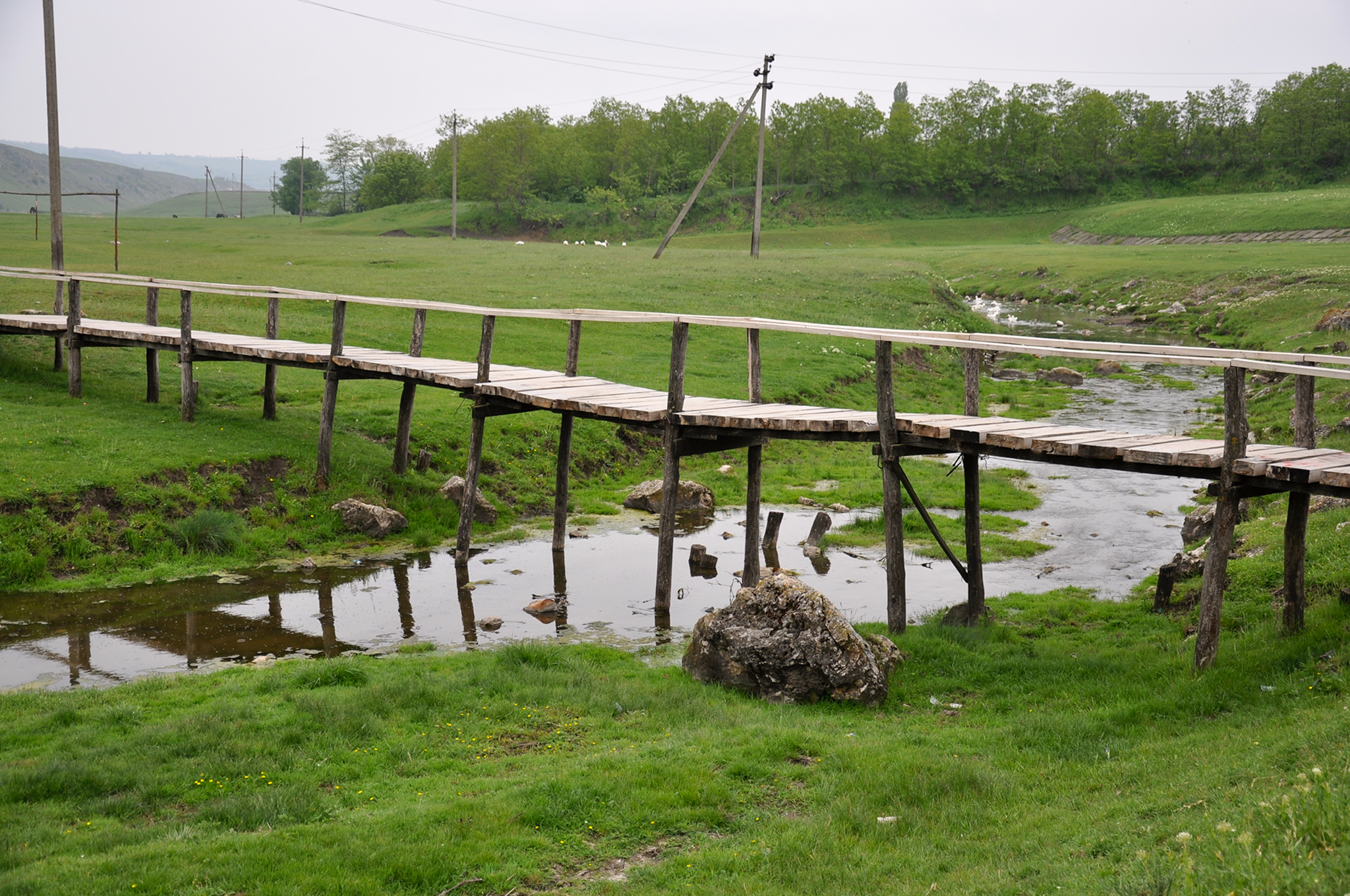
Pod de lemn suspendat, lângă Chei
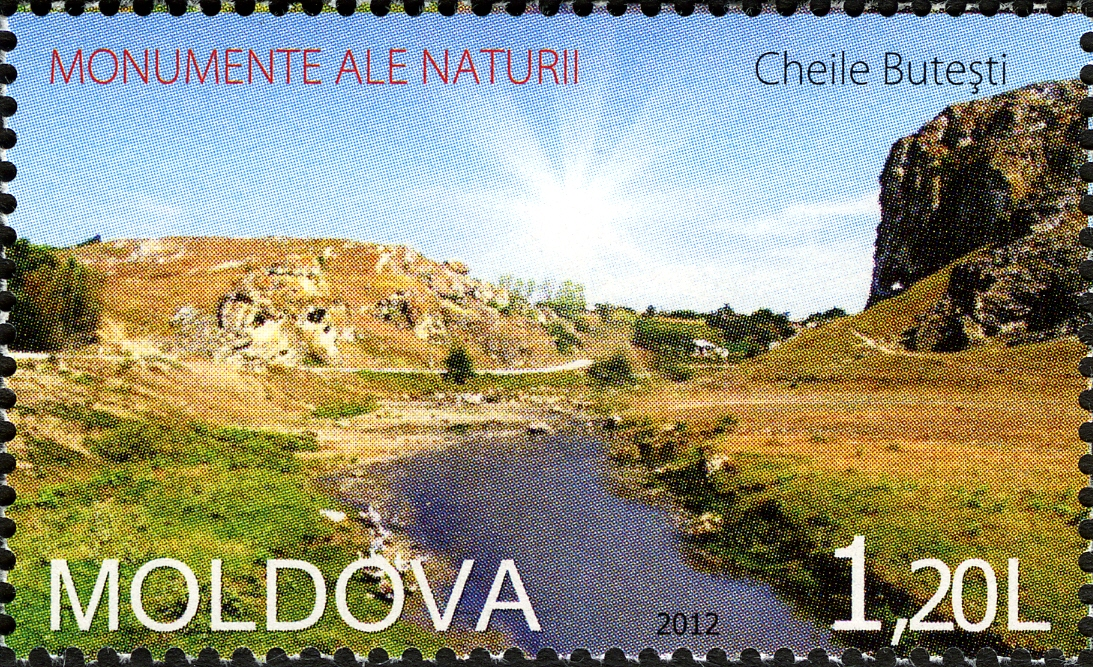
Timbru poștal din Republica Moldova ilustrând „Cheile Butești”